# Васильченко, Алексей Александрович
Алексей Александрович Васи́льченко (род. 29 марта 1981, Усть-Каменогорск) — казахстанский и российский хоккеист, защитник.

## Биография
Начинал играть в Усть-Каменогорске в местном клубе «Торпедо».
В ходе карьеры сыграл более 200 игр в Суперлиге России, более 60 игр в высшей лиге чемпионате России. В клубах КХЛ: «Барыс» и «Трактор» — провёл 185 игр.
Чемпион Казахстана 2001, 2002, 2009. Участник зимних Олимпийских игр 2006.
Чемпион зимних Азиатских игр 2011.

### Инцидент с Боченски
«Прославился» 16 февраля 2017 года, когда, выступая за новокузнецкий «Металлург», «вырубил» ударом локтя в голову капитана казахстанского «Барыса» Брэндона Боченски, из-за чего тот пропустил почти весь плей-офф, а летом объявил о завершении карьеры игрока. Васильченко был дисквалифицирован Спортивно-дисциплинарным комитетом КХЛ на одну игру и подвергнут штрафу. Парадокс ситуации в том, что в этой игре Алексея просматривали для приглашения в сборную Казахстана и в «Барыс», но после экцесса вопрос отпал и Васильченко принял российское гражданство.

## Статистика
| Легенда | Легенда                    | Легенда | Легенда                   | Легенда | Легенда    |
| ------- | -------------------------- | ------- | ------------------------- | ------- | ---------- |
| И       | Количество проведённых игр | Штр     | Штрафное время            | +/−     | Плюс-минус |
| Г       | Голы                       | П       | Голевые передачи          | О       | Очки       |
| -       | Статистика неизвестна      | —       | Статистика не учитывалась |         |            |

### Клубная карьера
- a В этом сезоне в «Плей-офф» учитывается статистика игрока в Кубке Надежды.

## Достижения в КХЛ
- Серебряный призёр чемпионата КХЛ в сезоне 2012/13 в составе «Трактора».
- Бронзовый призёр чемпионата КХЛ в сезоне 2011/12 в составе «Трактора».
- Обладатель Кубок Континента КХЛ в сезоне 2011/12 в составе «Трактора».